# کلانتر بدیل
در روم باستان یک کلانتر بدیل (به لاتین: pro magistratu) یک کنسول پیشین یا یک پرایتور پیشین بود که ایمپریوم (اقتدار عالیه) اش در پایان طول مدت مجاز تصدی منصبش تمدید می‌شد. به آنان پروکنسول (کنسول بدیل) و پروپرایتور (پرایتور بدیل) می‌گفتند. این ابتکاری بود که به دوران جمهوری روم نسبت می‌دهند. در ابتدا هدف از این ابتکار، تأمین فرماندهان نظامی اضافی برای پشتیبانی ارتش‌های کنسول‌ها یا فرماندهی یک ارتش اضافی بود. با کسب قلمروهای اضافی فراتر از ایتالیای امروزی که به عنوان ایالت به جمهوری منضم شدند، پروکنسول‌ها و پروپرایتورها تبدیل به فرمانداران آن ایالات شدند. سومین نوعِ کلانترهای بدیل، پروکوایستور (کوایستور بدیل) بود.
یک کلانتر بدیل در ایالت مربوطه اش همان اقتدار کلانتر عادی در روم را داشت، و نیز از همان تعداد تبردارهایی که کلانتر عادی را محافظت می‌کردند، برخوردار بود. کلانترهای بدیل معمولاً به منصبی برگزیده می‌شدند که در گذشته متصدی آن بودند (برای نمونه پروکنسول در گذشته منصب کنسولی را داشت)، البته این امر اجباری نبود.

## تاریخچه

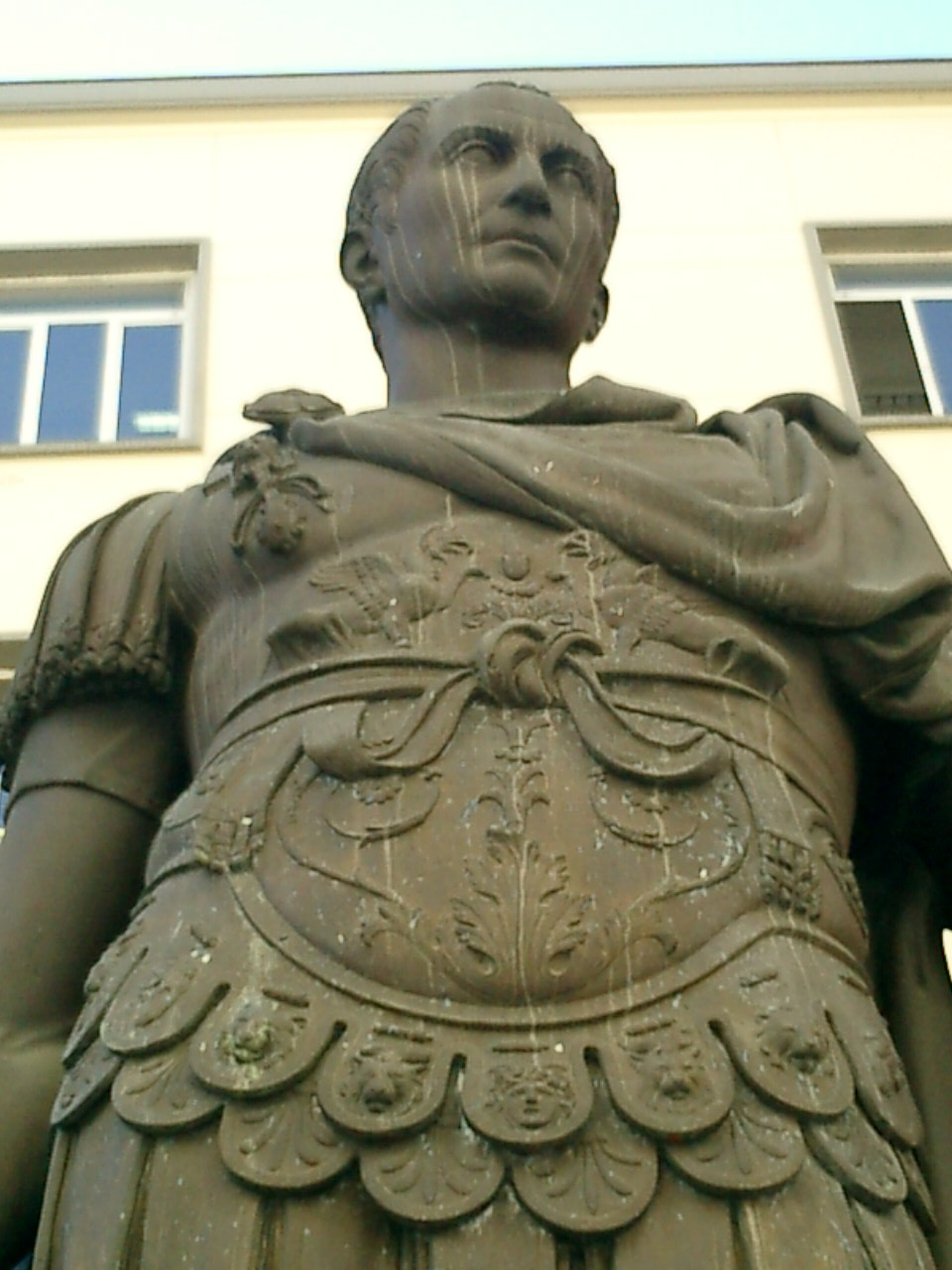
گایوس ژولیوس سزار، پروکنسول روم در ایالت گل از ۵۸ تا ۵۰ق. م

پس از آنکه جمهوری روم قلمروهایی فراتر از ایتالیای امروزی تصاحب نمود و آنان را به عنوان ایالات ضمیمهٔ خود کرد، نیاز بود که فرماندارانی به آنجا بفرستند. در ۲۲۷ق. م، پس از انضمام اولین ایالات به روم (سیسیل در ۲۴۱ق. م و کورسیکا و ساردینیا در ۲۳۸ق. م)، دو پرایتور به دو پرایتوری که به عنوان قاضی در روم مشغول به کار بودند، افزوده شدند تا ادارهٔ این دو ایالت را عهده‌دار شوند. دو پرایتور دیگر نیز زمانی اضافه شدند که ایالات هیسپانیا اولتریور∗ (شامل پرتغال امروزی، اکسترمادورا و بخش کوچکی از سالامانکا) و هیسپانیا سیتریور∗(شامل کاتالونیا و بخش خودمختار والنسیای امروزی) در سال ۱۹۷ق. م ایجاد شدند. پس از آن، حتّی با افزایش شمار ایالات، پرایتورهای جدیدی افزوده نشدند؛ در عوض رومیان ایمپریوم (اقتدار عالیه ی) کنسول‌ها و پرایتورها را در اواخر دوران تصدی سالانه‌شان تمدید می‌کردند و ایالات را به پروکنسول‌ها و پروپرایتورها می‌دادند. پروکنسول‌ها حکمرانی بر ایالاتی را به دست می‌گرفتند که شمار بیشتری سرباز لازم داشتند.

## یادداشت
^ . Hispania Ulterior؛ به معنای اسپانیای دورتر
^ . Hispania Citerior؛ به معنای اسپانیای نزدیکتر